# Верхнеудинско-Охотская экспедиция
Верхнеудинско-Охотская экспедиция (1735—1737) проходила в рамках Великой Северной экспедиции с целью отыскания более короткого пути к Тихому океану, чем известные на тот момент. Этот путь не должен был использовать реку Амур, чтобы не провоцировать Китай. Тем не менее, требовалось изучить и окрестности Амура с целью урегулирования пограничных споров.
Экспедиция состояла из двух походов. В первый поход 1735—1736 отряд отправился из Нерчинска по Шилке. Не доходя до Амура, отправились по Горбице, далее по Нюкже и Олёкме вышли в Лену и далее добрались до Якутска.
Вторая попытка в 1737 обойти Якутск началась также в Нерчинске, но шли через Гилюй и Зею.
Отряд Скобельцына разместил пограничные караулы по направлению своего маршрута и установил 63 пограничных маяка. Получены важные этнографические и историко-географические данные о народах Сибири и Дальнего Востока.
Проложить маршрут не удалось, основной причиной считается низкая дисциплина среди проводников из местных жителей, часть из которых просто сбежала, испугавшись якобы водящейся в тех местах нечистой силы, а другая часть вместо выполнения задания занималась, большей частью, охотой на соболя.